# Polylepis cocuyensis
Polylepis cocuyensis är en rosväxtart som beskrevs av Ellsworth Paine Killip och Cuatrec.. Polylepis cocuyensis ingår i släktet Polylepis och familjen rosväxter. Inga underarter finns listade i Catalogue of Life.